# Bebung
Bebung podría también referirse a una composición musical de Michael Jarrell.

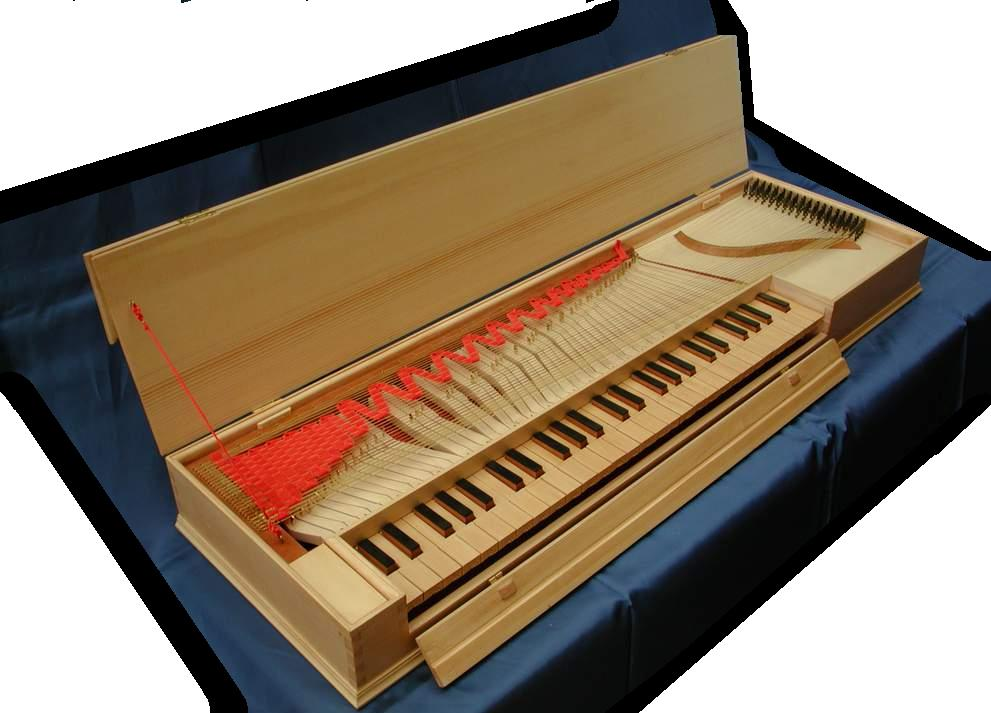
Un clavicordio

Un clavicordio en acción

Bebung (que en alemán significa temblor) es un tipo particular de vibrato ejecutado en un clavicordio. 
Cuando la tecla de un clavicordio es pulsada, una pequeña tangente de metal percute una cuerda y se mantiene en contacto con ella mientras la tecla siga presionada. Mediante la aplicación de una presión oscilante hacia arriba y abajo sobre la tecla, un artista puede alterar ligeramente la duración de la vibración sobre la cuerda, produciendo una suerte de vibrato, que es lo que se conoce como Bebung.
Mientras que el vibrato en instrumentos de cuerda sin trastes, tal como el violín, típicamente oscilan ligeramente por encima y por debajo de la frecuencia nominal de la nota, un Bebung puede producir notas por encima de un tono completo.
El Bebung no se solía indicar explícitamente en las partituras. Se asumía que, tal como ocurría con otros adornos, se aplicaba a discreción del intérprete. Cuando se indicaba, se usaba una serie de puntos escritos sobre la nota. La cantidad de puntos indican el número de movimientos que deberán realizar los dedos. Por ejemplo: 
.